# Delångersån
Delångersån, ibland på sina håll även kallad "Dellån", är Hälsinglands tredje största vattendrag efter Ljusnan och Voxnan med en total längd på cirka 155 km. Den rinner upp i Medelpad och kallas i sitt övre lopp (norr om Dellensjöarna) för Svågan eller Svåga älv som rinner ut i Norrdellen vid Friggesund.
Efter Dellensjöarna strömmar Delångersån åt sydost och passerar en lång rad små sjöar som delar upp vattendraget i sträckor, vissa med skilda namn som Böleströmmen, Rolfstaån, Björkmoån och Iggesundsån. Delångersån har två utlopp mot Bottenhavet, ett i Iggesund, söder om Hudiksvall, och ett i Saltvik, öster om Hudiksvall. Delångersåns totala avrinningsområde omfattar 2008 km².
Delångersån är tungt reglerad i och med att avtappning sker till Iggesunds bruk och det ursprungliga utflödet mot Saltvik bitvis är kraftigt begränsat.